# Шуба, Ярослав Михайлович
Яросла́в Миха́йлович Шу́ба (род. 18 мая 1955, Ключарки, Украинская ССР) — советский украинский учёный в области электрофизиологии и биофизики мембран, доктор биологических наук, профессор, академик НАН Украины (2021), член Европейской Академии (Academia Europaea). Заведующий отделом нервно-мышечной физиологии Института физиологии имени А. А. Богомольца НАН Украины, заместитель директора Международного центра молекулярной физиологии НАН Украины, профессор Киевского национального университета имени Тараса Шевченко, Киевского политехнического института, Киево-Могилянской академии. Известен исследованиями ионных каналов мозга, сердца, мочеполовой системы.

## Биография
Ярослав Шуба родился на Закарпатье, в селе Ключарки возле Мукачево, в семье известного в дальнейшем украинского физиолога и биофизика, академика НАН Украины Михаила Шубы и его жены Шубы (Семенович) Елизаветы Петровны. Большую часть дошкольного периода прожил в Ключарках с дедушкой и бабушкой по матери поскольку родителям, на то время молодым аспирантам родом из Закарпатья, которые начинали свою научную карьеру в Киеве, приходилось скитаться по общежитиям. В среднюю школу пошёл в Киеве в 1962 году, и с этого времени его жизнь и деятельность связаны с этим городом.
В 1972 году поступил на радиофизический факультет Киевского государственного университета, который окончил в 1977 году по специальности «радиофизика и электроника». Работал инженером в Институте физики АН УССР. В 1980 году поступил в аспирантуру вновь созданной кафедры мембранной биофизики киевского отделения МФТИ, став первым аспирантом этой кафедры. Научную работу выполнял на базе Института физиологии им. А. А. Богомольца АН УССР (НАН Украины) под руководством выдающегося украинского физиолога, академика П. Г. Костюка. В 1983 году защитил диссертацию кандидата биологических наук на тему «Влияние хелаторов кальция на селективные свойства потенциал-зависимых кальциевых каналов», в 1991 — диссертацию доктора биологических наук на тему «Потенциал-зависимые кальциевые каналы: типы, свойства, фармакология и регуляция». В 2004 году получил учёное звание профессора по специальности «биофизика».
В 1988—1989 годах стажировался в лаборатории II Физиологического института Саарского университета (Хомбург, Германия) под руководством профессора Вольфганга Траутвайна, где исследовал механизмы бета-адренергической регуляции кальциевых каналов в сердце. Эти же исследования продолжил в 1991—1993 годах, работая приглашённым учёным в университете Дэлхаузи в Галифаксе, Канада. С 1993 по 1996 годы был ассоциированным профессором в Джорджтаунском университете в Вашингтоне, США, где вместе с профессором Мартином Морадом исследовал регуляцию сердечного натрий-кальциевого обменника и фармакологию калиевых каналов кардиомиоцитов.
С 1997 года — ведущий научный сотрудник, а с 2006 — заведующий лабораторией Института физиологии имени А. А. Богомольца. С 1993 года также возглавляет исследовательскую группу Международного центра молекулярной физиологии (МЦМФ) НАН Украины, с 2007 года — заместитель директора МЦМФ. С 2007 года — заведующий отделом нервно-мышечной физиологии Института физиологии имени А. А. Богомольца.
С 1998 года Шуба плодотворно сотрудничает с лабораторией клеточной физиологии INSERM, Университетом науки и технологии Лилль I (Франция) по выяснению участия ионных каналов и изменений кальциевого гомеостаза в злокачественном перерождении клеток.

## Научная деятельность
Предметом научного интереса Я. М. Шубы являются ионные каналы и мембранные рецепторы в различных типах клеток, а также изменения в их работе при различных патологиях. Ионные каналы — это белковые молекулы в клеточной мембране, которые при своей активации разнообразными физико-химическими стимулами обеспечивают перераспределение физиологических ионов Na+, K+, Ca2+, Cl — между цитоплазмой и наружноклеточным пространством. Такое перераспределение, в свою очередь, лежит в основе генерации клетками электрических импульсов и внутриклеточных сигналов, необходимых для активации клеточных функций (сокращение, секреция, экспрессия генов). Ионные каналы являются мишенями терапевтического действия многих лекарственных препаратов. В своих исследованиях Шуба впервые показал, что селективность кальциевых каналов регулируется самими ионами кальция и при отсутствии последних эти каналы становятся проницаемыми для натрия, описал гетерогенность типов нейрональных кальциевых каналов, определил роль G-белков в передаче стимулирующего влияния от бета-адренорецептора до кальциевого канала в сердце, выяснил механизмы бета-адренергической регуляции сердечного натрий-кальциевого обменника и фармакологической регуляции сердечных калиевых каналов, определил канцерогенный потенциал ряда кальций — и хлорпроницаемых каналов в злокачественно перерождённых клетках. Его исследования имеют прямое отношение к таким патологиям, как сердечная недостаточность и сердечные аритмии, эпилепсия и рак простаты.
В июне 2007 года выступал с приглашённым докладом на симпозиуме «Принципы кальциевой сигнализации» (MDIBL, USA). В июне 2008 года организовал в Киеве представительный международный симпозиум «Кальциевые каналы Т-типа: от открытия до каналопатологий, 25 лет исследований».
По данным международной наукометрической базы данных Scopus по состоянию на февраль 2016 года Ярослав Шуба имеет 140 научных публикаций, его индекс Хирша равен 30. Согласно рейтингу Национальной библиотеки Украины им. В. Вернадского он занимает 10-е место по индексу цитирования среди всех украинских учёных и 5 место — среди учёных в области медицины и наук о жизни. В марте 2018 года Я. М. Шуба был избран членом-корреспондентом, а в мае 2021 года — академиком НАН Украины по Отделению биохимии, физиологии и молекулярной биологии по специальности «биофизика мембран». В 2022 г. был избран членом Европейской Академии (Academia Europaea).
В свободное время увлекается инженерным дизайном и автомобильной техникой. Автор новой, запатентованной в США, концепции роторного двигателя внутреннего сгорания — Shuba engine.

## Членство в научных обществах
- Вице-президент Украинского биофизического общества;
- Член Украинского общества нейронаук.

## Награды
- Государственная премия Украины в области науки и техники (2003) — за работу «Синаптическая передача сигналов в нервной системе: клеточные и молекулярные механизмы и пути коррекции их нарушений»;
- Премия НАН Украины имени П. Г. Костюка (2013) — за цикл трудов «Ионные каналы плазматической мембраны».
- Премия НАН Украины имени А. А. Богомольца (2021) — за цикл трудов "Мембранные механизмы нормальной и патологической функції возбудимых и невозбудимых клеток".

## Научные публикации
- Шуба, Я. М. Основи молекулярної фізіології іонних каналів: навчальний посібник для студентів вищих навчальних закладів (укр.). — Киев: Наукова думка, 2010. — С. 446. — ISBN 978-966-00-1042-0.